# Abel Fernández
Abel Fernández Valencia (Madrid, España; 2 de octubre de 1937-23 de abril de 2018) fue un futbolista español que se desempeñaba como delantero. Fue Pichichi de Segunda División en las temporadas 1962-63, 1965-66 y 1967-68.
Es el tercer futbolista con más goles anotados en la historia de la Segunda División, con 155 dianas, solamente superado por Rubén Castro y por Nino.

## Biografía
Abel Fernández nació en Madrid el 2 de octubre de 1937 y comenzó a jugar al fútbol en el Rayo Extremadura. En 1958 se incorporó al Rayo Cantabria, filial racinguista, para dar un año después el salto al cuadro profesional. Delantero con extraordinaria capacidad goleadora gracias a su facilidad de remate con ambas piernas, debutó con el primer equipo verdiblanco, en la categoría de plata, el 13 de septiembre de 1959 en Basoselay ante el Club Deportivo Basconia.
El jugador madrileño militó la campaña 1960-61 en el conjunto rayista y el curso 1961-62 fue cedido al Club Deportivo Ourense para regresar, posteriormente, al Racing en Segunda. Abel se estrenó con la camiseta verdiblanca el 21 de octubre de 1962 en la Nova Creu Alta (Sabadell) y dos años más tarde inscribió su nombre de oro en la historia racinguista al ser el primer jugador que finalizó máximo goleador en una competición oficial tras proclamarse Pichichi de la Segunda División, logro que repitió en las temporadas 1965/66 y 1967/68, estas últimas militando en el Celta de Vigo.

## Clubes
| Club                          | País   | Año       |
| ----------------------------- | ------ | --------- |
| C. D. Ourense                 | España | 1961-1962 |
| Real Racing Club de Santander | España | 1962-1965 |
| R. C. Celta de Vigo           | España | 1965-1970 |
| C. D. Castellón               | España | 1970-1971 |